# Турси (град)
Турси (на италиански: Tursi; на местен диалект: Tùrs, Турс; на латински: Turci, Tursia; на гръцки: Thyrsoi) е град и община в провинция Матера, регион Базиликата, Южна Италия.
Турси има 4981 жители (31 декември 2017 г.) и се намира на 69 км южно от Матера.
Турси е основан през 4 или 5 век. На няколко километра се намира катедрала, основана през 13 век. През древността наблизо се е намирал град Пандозия в историческата област Лукания (дн. Базиликата).